# Los Mochis
Los Mochis est une ville du Mexique, dans l'État de Sinaloa. Elle est la troisième en taille — 231 977 hab. (2005) — et en importance après Culiacán et Mazatlán. Fondée par Albert Kimsey Owen, communiste utopique américain, à la fin du XIXe siècle, elle avait comme nom celui de La Logia (La Loge).
La petite ville portuaire de Topolobampo est le terminus du la ligne de chemin de fer « Chihuahua-Pacífico » ou « Chepe » qui traverse les Barrancas del Cobre dans la Sierra Tarahumara, dont le principal point d'embarquement à l'ouest de la Sierra Madre occidentale est Los Mochis. On doit la conception de ce chemin de fer, projet approuvé par le dictateur Porfirio Díaz, à l'initiative d'Owen qui voulait établir une voie commerciale reliant les marchés de bovins de Kansas City au port le plus proche sur la côte de l'océan Pacifique, Topolobampo.
Peu après, on y a construit une raffinerie de canne à sucre qui déclencha le développement agricole et la croissance démographique de la ville. Elle se situe aujourd'hui au cœur d'une riche région agricole, la Valle del Fuerte, qui est devenue un verger fertile après la construction des barrages Corregidora et Miguel Hidalgo. En 1990, il en a été construit un troisième, celui de Huites. On y cultive, outre la canne à sucre, des légumes, du maïs et des haricots.

## Jumelage
- Santa Rosa (États-Unis)